# Вечорниці (рослина)
Вечорниці (Hesperis) — рід квіткових рослин родини капустяних (Brassicaceae). Рід містить 53 види, які ростуть у Марокко, Європі, помірній Азії; рослини інтродуковані до Канади, США, Аргентини, Чилі, Нової Зеландії, на північ Європи. Багато рослин цього роду мають ефектні ароматні квіти фіолетових і білих відтінків. Одним з найбільш відомих видів є вечорниці духмяні (Hesperis matronalis). Назва роду Hesperis, ймовірно, була дана тому, що аромат квітів стає помітнішим до вечора (Hespera — грецьке слово, що означає вечір).
В Україні росте 5 видів: вечорниці духмяні, вечорниці сибірські, вечорниці Стевена, вечорниці лісові, вечорниці плакучі.

## Морфологічна характеристика
Це трави дворічні чи багаторічні, з каудексом, запушені чи голі, трихоми прості та/або роздвоєні, часто з домішкою одноклітинних залоз. Стебла прямовисні, часто прості. Прикореневі листки на ніжках, цілісні, зубчасті або перисто-роздільні. Стеблові листки на ніжках чи сидячі, схожі на прикореневі. Китиці (щиткоподібні) в плодах значно подовжені. Чашолистки довгасті чи лінійні, прямовисні. Пелюстки білі, лавандові, пурпурні, жовті, оранжеві, коричнюваті чи зелені, значно довші за чашолистки; пелюсткова пластинка обернено-яйцеподібна чи довгаста, верхівка округла або тупа. Тичинок 6. Стручок пізно розкривається, лінійний, круглий в перерізі, 4-кутний або злегка сплющений, сидячий. Насіння товсте, однорядне, безкриле, довгасте; насіннєва оболонка сітчаста, не утворюється слизу при змочуванні.